# Draba novolympica
Draba novolympica är en korsblommig växtart som beskrevs av Edwin Blake Payson och Harold St.John. Draba novolympica ingår i släktet drabor, och familjen korsblommiga växter. Inga underarter finns listade i Catalogue of Life.